# Конти, Клаудио
Клаудио Конти (итал. Claudio Conti; 13 марта 1836, Капракотта — 24 декабря 1878, Неаполь) — итальянский композитор.
В 1847—1860 гг. учился в неаполитанской консерватории Сан-Пьетро-а-Майелла у Дженнаро Паризи и Саверио Меркаданте, затем преподавал там же (среди его учеников, в частности, Джованни Аберле). Автор оперы «Дочь моряка» (итал. La figlia del Marinaro; 1866), Траурной элегии для оркестра памяти Мейербера (1864), Гимна на интронизацию короля Франциска II (1859), хоровых и камерных сочинений.
Кавалер Ордена Короны Италии (1871).